# Public Enemies
Public Enemies er en amerikansk gangsterfilm fra 2009, instrueret af Michael Mann. Filmen har skuespillerne Johnny Depp og Christian Bale i hovedrollerne som henholdsvis gangsteren John Dillinger og FBI-agenten Melvin Purvis.

## Handling
Filmen foregår under Den store depression i 1930'ernes USA og handler om FBI-agent Melvin Purvis' forsøg på at stoppe forbryderne John Dillinger, Baby Face Nelson og Pretty Boy Floyd.

## Medvirkende
- John Dillinger (Johnny Depp)
- Melvin Purvis (Christian Bale)
- Billie Frechette (Marion Cotillard)
- Pretty Boy Floyd (Channing Tatum)
- Alvin Karpis (Giovanni Ribisi)
- Anna Patzke (Emilie de Ravin)
- Homer Van Meter (Stephen Dorff)
- J. Edgar Hoover (Billy Crudup)
- Polly Hamilton (Leelee Sobieski)